# Карнунт
Карнунт (Carnuntum; на гръцки: Καρνοιις в Птолемей) е главният град на римската провинция Горна Панония и се намира на 40 км източно от Виена на южния бряг на Дунав в Долна Австрия.
През 6 г. по времето на император Август (27 пр.н.е.–14 пр.н.е.), тук се настанява римска войска под командването на Тиберий в зимен лагер, за да се борят с германския племенен съюз на маркоманите, които населяват земите, северно от Дунав, в днешните Бохемия и Моравия. Мястото на августовия лагер не е изяснено.
През 40/50 г. в Карнунт на Дунав местят в постоянен лагер XV Аполонов легион (Legio XV Apollinaris Pia Fidelis).
Около легионския лагер с времето се развива лагеров град (canabae legionis). На 1,2 км югозападно от лагера се създава вероятно през 1 век още един военен лагер за 500 души силна конна войска.
Така се създава постепенно цивилен град, който става седалище на управителя на Горна Панония. През средата на 4 век Карнунтум е разрушен от голямо земетресение.